# ゼウクシス
ゼウクシス（Zeuxis、ギリシャ語: Ζεῦξις)、ないし、ヘラクレイアのゼウクシスは、紀元前5世紀に活動した画家。

## 生涯と業績

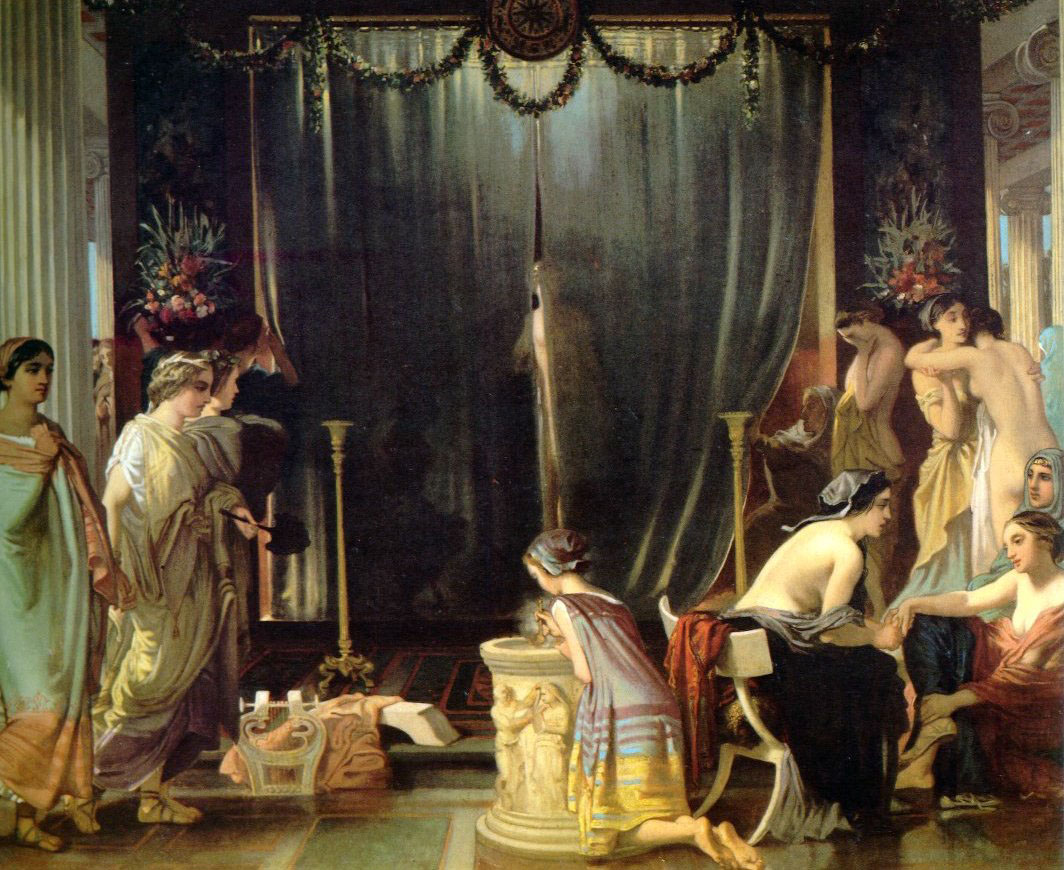
ヴィクトール・モテ『モデルを選ぶゼウクシス』1858年

フランソワ＝アンドレ・ヴァンサン『クロトンの娘たちからヘレネーの肖像のモデルを選ぶゼウクシス』1791年ころ（部分）

ゼウクシスは、革新的なギリシア人画家であった。彼の絵画作品はひとつも伝わっていないが、歴史的記録によれば、彼の作品は、その写実性、細密さ、斬新な主題、独特の様式で知られていた。彼は光と陰を操って質感豊かな表現を作り、平板な色彩を形に塗り込んでいく通常の手法に、変化をもたらした。壁画よりも小さい板絵を好んだ彼は、静物画など、風俗画を絵画にもたらした。画面構成の手法に貢献し、ヌードの理想的形態という概念へのアプローチへ最初に取り組んだ人物であった可能性もあり、この方面で影響力をもったと、美術史家のケネス・クラークは記している。伝説によると、世界一の美女であるヘレネーのモデルとしてポーズをとるのにふさわしい美しい女性を見つけられなかったゼウクシスは、5人の最も美しいモデルの部分を合成して理想的な美女を描いたという。
ゼウクシスは紀元前464年ころにヘラクレイア (Heraclea) で生まれたとされるが、これはおそらく現代のイタリア南東部の「長靴」の位置にあるバジリカータ州にあったヘラクレイア・ルカニアのことと思われる。ただし、小アジアのいずれかと考える立場もある。あるいは彼は、シチリア島でヒメラのデモフィロスの下で学んだかもしれないし、エーゲ海北部の島で、タソスのネセオスの下で学んだかもしれない。さらには、ギリシアの画家アポロドロスに付いていたのかもしれない。記録では、彼の代表的な作品として、『ヘレネー』、『王座に就くゼウス』、『大蛇を絞め殺す幼きヘラクレス』などがあったとされる。他にも、神々の集い、薔薇の冠をつけたエロース、アルクメーネー、メネラーオス、競技者、パーン（牧羊神）、鎖に縛られたマルシュアース、老婆像などがあったという。マケドニア王アルケラオス1世は、ゼウクシスを雇い入れて、新首都ペラの宮殿を飾るため、パーンを描かせたという。彼の作品の大部分は、ローマやビュザンティオンに運ばれたが、2世紀にパウサニアスが記録を残した時代には既に皆失われていた。
ゼウクシスは、笑いながら死んだと伝えられているが、これは、とある老婦人が出した、自分をモデルとして女神アプロディーテーを描くという注文に、ユーモラスな姿の女神を描き、それを見て自ら笑った末のことであったという。

## パラシオスとの絵画競技

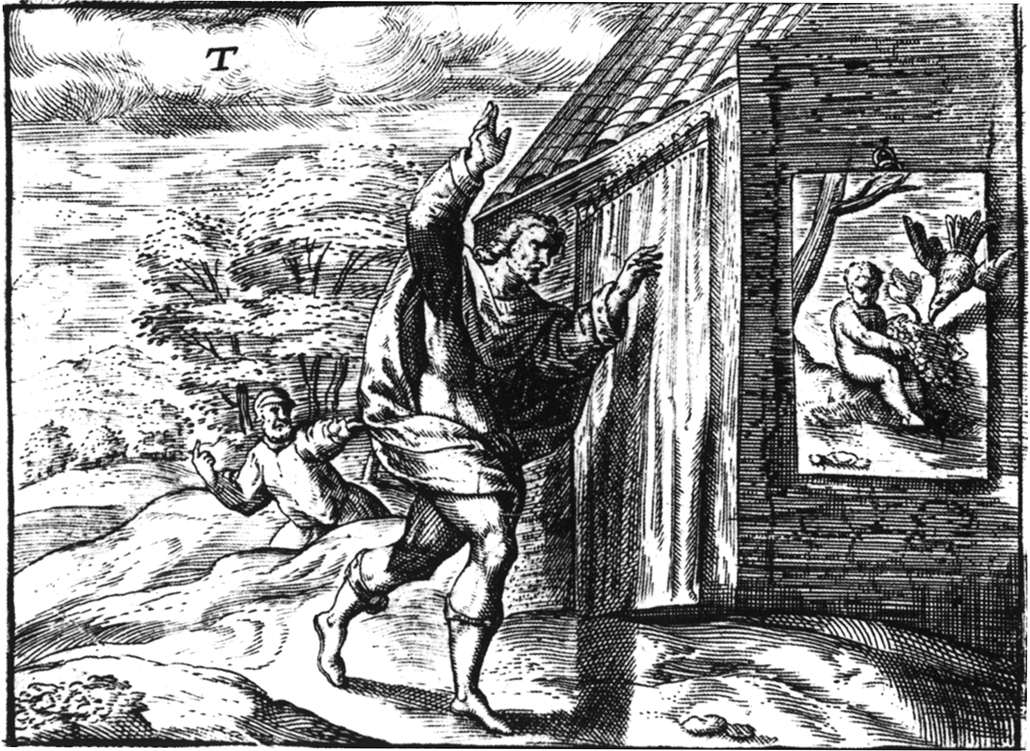
作者不詳（ネーデルラントの画家）、1613年ころ

大プリニウスの『博物誌』によると、ゼウクシスは、同時代人であったパラシオス（エフェソス、後にアテナイで活動した）とともに、どちらがより優れているかを決する競技をおこなったという。ゼウクシスがブドウの絵を除幕すると、それはあまりに写実的だったので鳥たちが飛来して突こうとしたという。しかし、パラシオスがカーテンで隠された絵を示し、ゼウクシスがそれを開くよう促したところ、そのカーテンはそれ自体が描かれただまし絵だった。パラシオスが勝利し、ゼウクシスは「私は鳥は騙せたが、パラシオスはゼウクシスを騙した」と言ったという。この話は、18世紀から19世紀の絵画理論の中で、空間的な錯覚を起こさせる技法を擁護するためにしばしば言及された。同様の逸話には、あるときゼウクシスがブドウを持つ少年の姿を描いていたところ、またもや鳥たちがブドウを突こうとしたため、彼はひどく不機嫌になり、少年の姿をブドウと同じぐらい上手に描いていれば、鳥たちが怖がって近づいてこなかったはずなのにと言った、というものもある。